# Ziziphus spina-christi
Ziziphus spina-christi là một loài thực vật có hoa trong họ Táo. Loài này được (L.) Willd. miêu tả khoa học đầu tiên..

## Hình ảnh

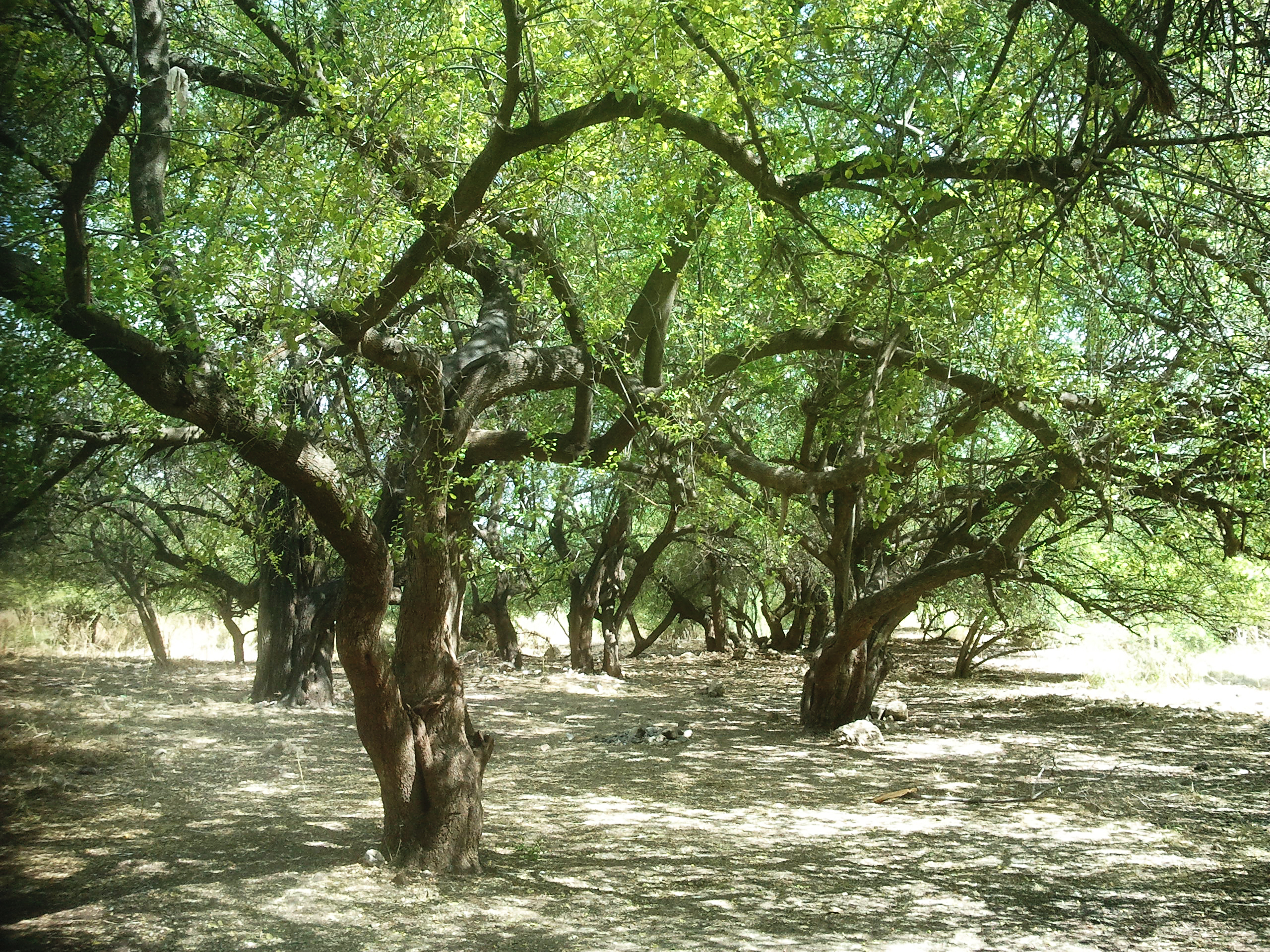
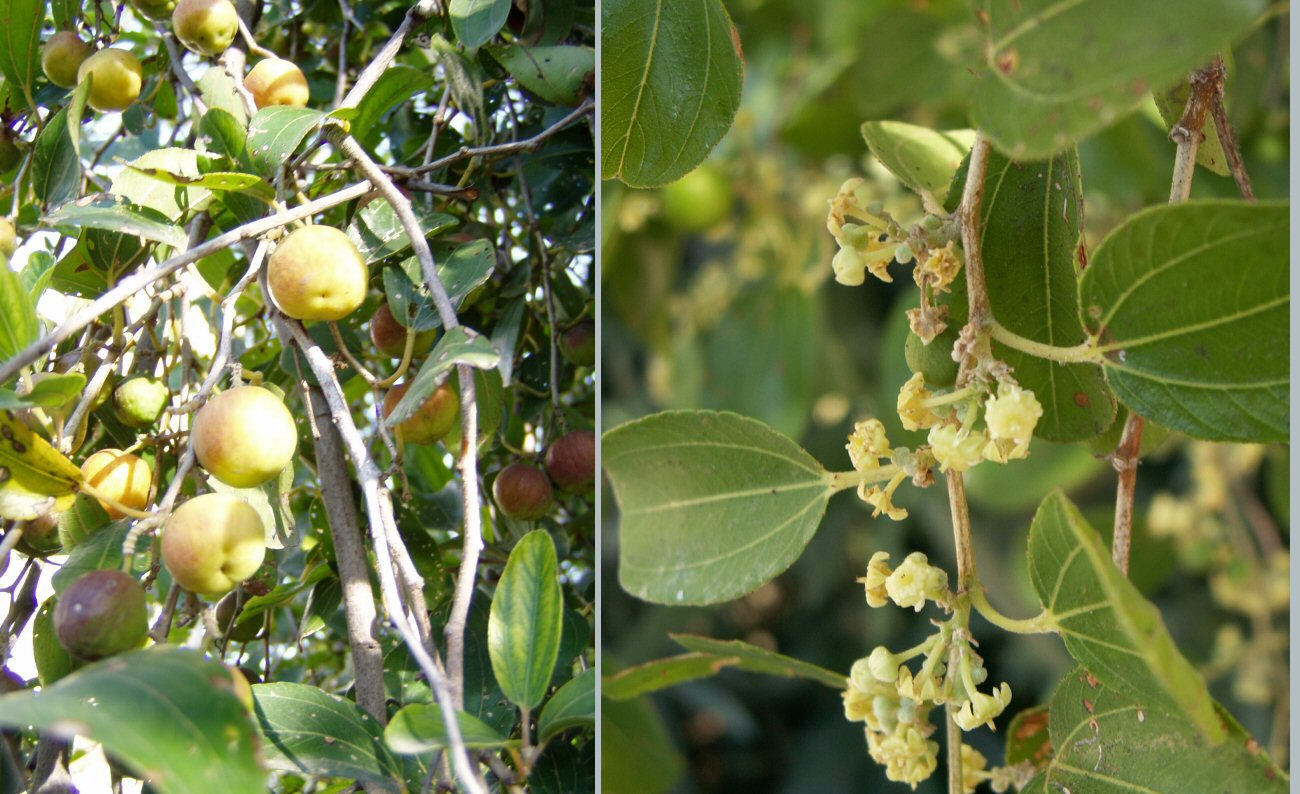
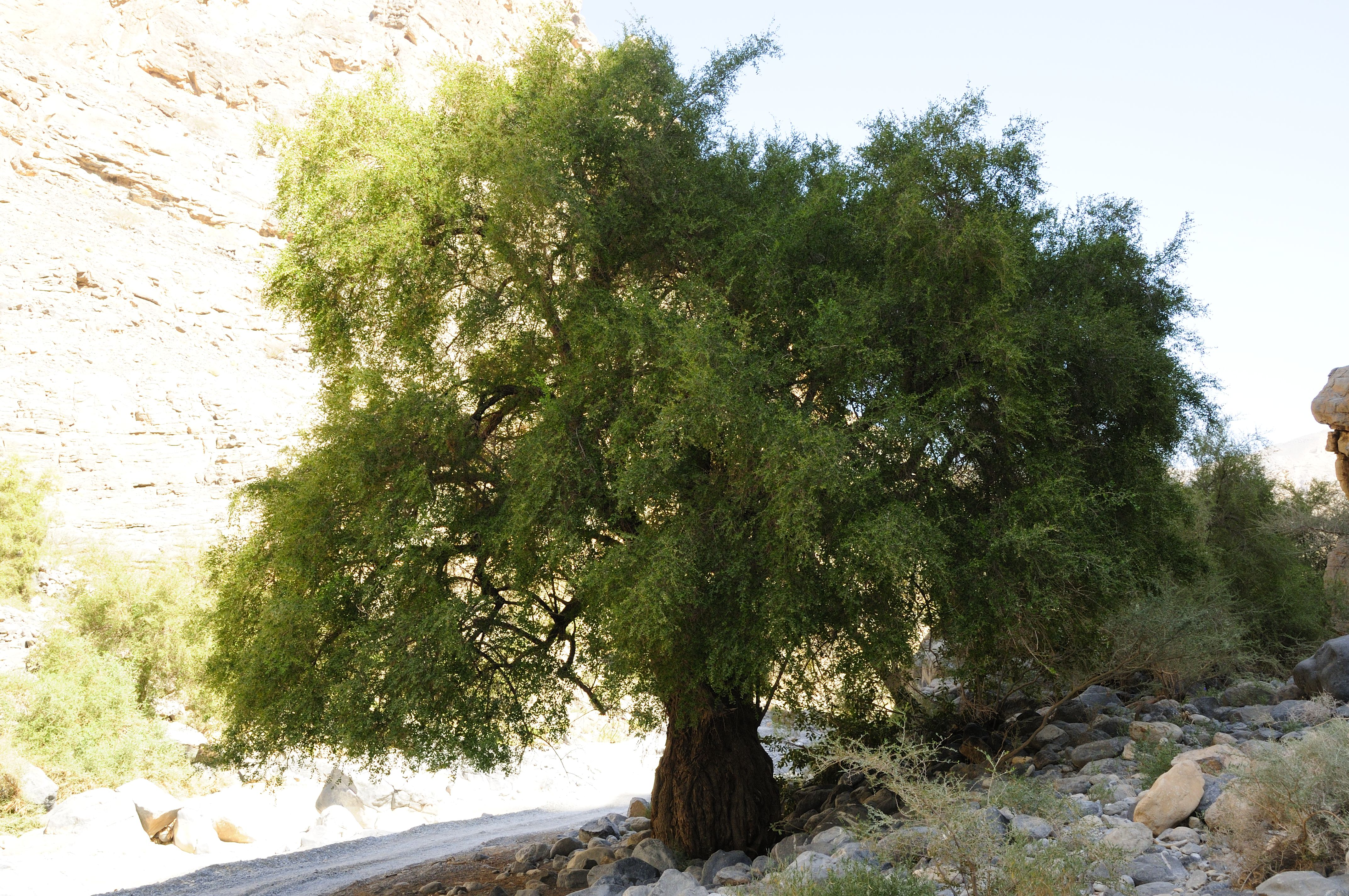
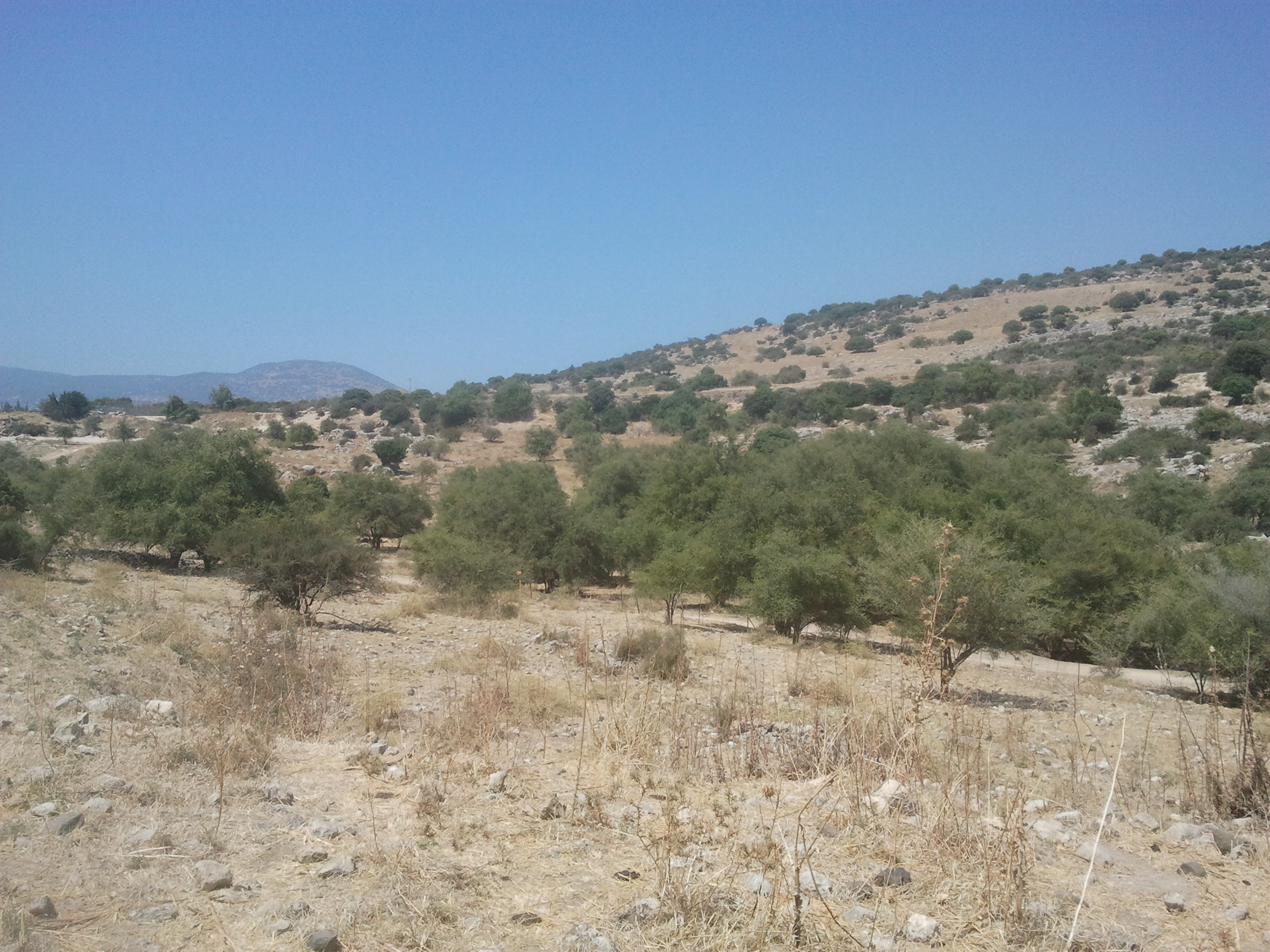